# Ronde van Vlaanderen 1938
De 22ste editie van de Ronde van Vlaanderen werd verreden op 10 april 1938 over een afstand van 260 km van Gent naar Wetteren. De gemiddelde uursnelheid van de winnaar was 33,770 km/h. Van de 67 vertrekkers bereikten er 22 de aankomst.

## Hellingen
- Kwaremont
- Kruisberg
- Edelareberg

## Uitslag
| Rang | Renner           | Land   | Ploeg                        | Tijd   |
| ---- | ---------------- | ------ | ---------------------------- | ------ |
| 1    | Edgard De Caluwé | België | Dilecta-Wolber               | 7h42'  |
| 2    | Sylvère Maes     | België | Alcyon-Dunlop                | z.t.   |
| 3    | Marcel Kint      | België | Pelissier-Mercier-Hutchinson | z.t.   |
| 4    | Louis Hardiquest | België | De Dion Bouton               | z.t.   |
| 5    | Maurice Croon    | België | Wim Sport                    | z.t.   |
| 6    | Constant Lauwers | België | Helyett-Hutchinson           | z.t.   |
| 7    | Émile Masson     | België | Alcyon-Dunlop                | z.t.   |
| 8    | René Walschot    | België | J.B. Louvet-Wolber           | z.t.   |
| 9    | Edward Vissers   | België | Alcyon-Dunlop                | z.t.   |
| 10   | Gaston Rebry     | België | Mercier-Hutchinson           | op 25" |

1913 · 
1914 · 
1915 · 
1916 · 
1917 · 
1918 · 
1919 · 
1920 · 
1921 · 
1922 · 
1923 · 
1924 · 
1925 · 
1926 · 
1927 · 
1928 · 
1929 · 
1930 · 
1931 · 
1932 · 
1933 · 
1934 · 
1935 · 
1936 · 
1937 · 
1938 · 
1939 · 
1940 · 
1941 · 
1942 · 
1943 · 
1944 · 
1945 · 
1946 · 
1947 · 
1948 · 
1949 · 
1950 · 
1951 · 
1952 · 
1953 · 
1954 · 
1955 · 
1956 · 
1957 · 
1958 · 
1959 · 
1960 · 
1961 · 
1962 · 
1963 · 
1964 · 
1965 · 
1966 · 
1967 · 
1968 · 
1969 · 
1970 · 
1971 · 
1972 · 
1973 · 
1974 · 
1975 · 
1976 · 
1977 · 
1978 · 
1979 · 
1980 · 
1981 · 
1982 · 
1983 · 
1984 · 
1985 · 
1986 · 
1987 · 
1988 · 
1989 · 
1990 · 
1991 · 
1992 · 
1993 · 
1994 · 
1995 · 
1996 · 
1997 · 
1998 · 
1999 · 
2000 · 
2001 · 
2002 · 
2003 · 
2004 · 
2005 · 
2006 · 
2007 · 
2008 · 
2009 · 
2010 · 
2011 · 
2012 · 
2013 · 
2014 · 
2015 · 
2016 · 
2017 · 
2018 · 
2019 · 
2020 · 
2021 · 
2022 · 
2023 · 
2024
Lijst van beklimmingen